# Sara Däbritz
Sara Ilonka Däbritz (ur. 15 lutego 1995 w Ambergu) – niemiecka piłkarka występująca na pozycji pomocnika, mistrzyni olimpijska z Rio de Janeiro.

## Kariera piłkarska

### Kariera klubowa
Jako juniorka grała w SpVgg SV Weiden, a następnie w SC Freiburg, w którym rozpoczęła karierę seniorską w 2012 roku. W 2015 roku przeniosła się do Bayernu Monachium, z którym w sezonie 2015/2016 wygrała Bundesligę. Od 2019 roku jest piłkarką Paris Saint-Germain.

### Kariera reprezentacyjna
Däbritz zadebiutowała w reprezentacji Niemiec 29 czerwca 2013 w meczu towarzyskim przeciwko Japonii. W tym samym roku zagrała w dwóch meczach na Mistrzostwach Europy w Szwecji. Niemki ten turniej wygrały.
W 2015 roku była członkiem kadry na Mistrzostwach Świata w Kanadzie. W meczu przeciwko Wybrzeżu Kości Słoniowej zdobyła swoją pierwszą bramkę dla dorosłej drużyny narodowej. Niemki turniej zakończyły na czwartym miejscu. 
Na igrzyskach olimpijskich w Rio de Janeiro w 2016 roku zdobyła złoty medal grając w pięciu spotkaniach i strzelając 3 bramki. 

W 2019 roku wystąpiła na Mistrzostwach Świata we Francji. Reprezentacja Niemiec zakończyła turniej na ćwierćfinale. 